# Gare de Villeneuve-d'Aveyron
Pour les articles homonymes, voir Gare de Villeneuve.
La gare de Villeneuve-d'Aveyron est une gare ferroviaire française fermée de la ligne de Brive-la-Gaillarde à Toulouse-Matabiau via Capdenac, située au lieu-dit Gare de Villeneuve sur le territoire de la commune de Villeneuve, dans le département de l'Aveyron, en région Midi-Pyrénées.
Elle est mise en service en 1858 par la Compagnie du chemin de fer de Paris à Orléans (PO) et fermée en 2006 par la Société nationale des chemins de fer français (SNCF).

## Situation ferroviaire
Établie à 340 mètres d'altitude, la gare de Villeneuve-d'Aveyron est située au point kilométrique (PK) 262,686 de la ligne de Brive-la-Gaillarde à Toulouse-Matabiau via Capdenac, entre les gares ouvertes de Salles-Courbatiès et de Villefranche-de-Rouergue.

## Histoire
La station de « Villeneuve » est mise en service le 30 août 1858 par la Compagnie du chemin de fer de Paris à Orléans (PO), lorsqu'elle ouvre à l'exploitation le chemin de fer de Montauban à Capdenac qu'elle a reprise, encore en travaux, le 11 avril 1857 lors du démantèlement de la Compagnie du chemin de fer Grand-Central de France. Elle est édifiée à l'écart du bourg centre.
La gare est fermée le 10 décembre 2006 alors qu'elle n'est plus qu'une halte. Les trains sont remplacés par un service de Transport à la demande (TAD) pour rejoindre la gare ouverte la plus proche.

## Service des voyageurs
La gare n'est plus desservie par aucun train mais par un service de Transport à la demande (TAD) pour rejoindre les gares de Najac ou de Villefranche-de-Rouergue. 